# Yalı Çapkını
Conocida como Seyran & Ferit y El Chico de Oro en Latinoamérica Yalı Çapkını es una serie de televisión turca producida por OGM Pictures y emitida por Star TV entre el 23 de septiembre de 2022 y el 4 de abril de 2025. Está protagonizada por Afra Saraçoğlu, Mert Ramazan Demir y Çetin Tekindor.

## Trama

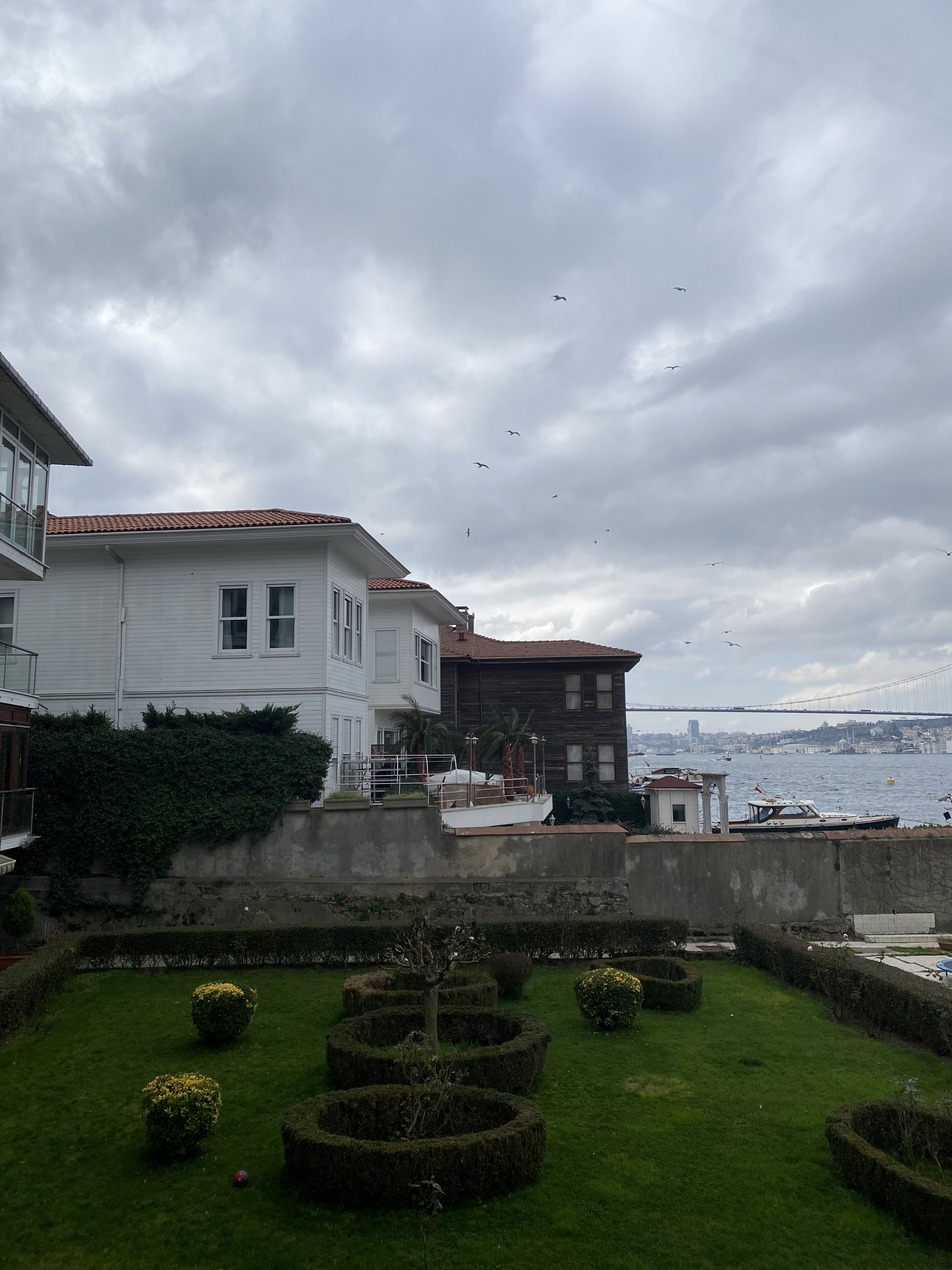
La mansión donde se rodó la serie.

Ferit Korhan creció en una familia rica y estaba acostumbrado a no negarse nada. Fiestas interminables, nuevas novias: esta es la vida cotidiana habitual de un joven ocioso al que no le importa el futuro ni los logros en la vida. El comportamiento de Ferit molesta a su abuelo, el respetado empresario Halis Korhan. Para mantener a su familia y lograr una posición digna, el hombre trabajó duro y conoce el valor de cada moneda que gana. Cuando la policía llega a la mansión Korhan  para realizar una búsqueda, Halis  se da cuenta de que debe tomar en sus propias manos el destino de su nieto mimado. Decide buscarle al chico una novia digna de su Antep natal. La elección recae en Suna Şanlı, una chica tranquila de una familia pobre pero respetada. En el compromiso, todo no sale según lo planeado y como resultado, la hermana de Suna, Seyran, que no quiere casarse en absoluto, se convierte en la novia de Ferit.

## Reparto
| Personaje             | Interpretado por    | Temporada        | Temporada        |                  |
| Personaje             | Interpretado por    | 1                | 2                |                  |
| Elenco principal      | Elenco principal    | Elenco principal | Elenco principal | Elenco principal |
| --------------------- | ------------------- | ---------------- | ---------------- | ---------------- |
| Seyran Şanlı / Korhan | Afra Saraçoğlu      | Protagonista     | Protagonista     |                  |
| Ferit Korhan          | Mert Ramazan Demir  | Protagonista     | Protagonista     |                  |
| Halis Korhan          | Çetin Tekindor      | Protagonista     | Protagonista     |                  |
| İfakat Korhan         | Gülçin Santırcıoğlu | Protagonista     | Protagonista     |                  |
| Kazım Şanlı           | Diren Polatoğulları | Protagonista     | Protagonista     |                  |
| Recurrentes           |                     |                  |                  |                  |
| Suna Şanlı            | Beril Pozam         | Recurrente       | Recurrente       |                  |
| Hatice "Hattuç" Şanlı | Şerif Sezer         | Recurrente       | Recurrente       |                  |
| Orhan Korhan          | Emre Altuğl         | Recurrente       | Recurrente       |                  |
| Gülgün Korhan         | Gözde Kansu         | Recurrente       | Recurrente       |                  |
| Abidin                | Ersin Arıcı         | Recurrente       | Recurrente       |                  |
| Pelin Yılmaz          | Buçe Buse Kahraman  | Recurrente       | Recurrente       |                  |
| Asuman Korhan         | Öznur Serçeler      | Recurrente       | Recurrente       |                  |
| Esme Şanlı            | Sezin Bozacı        | Recurrente       | Recurrente       |                  |
| Latif                 | Yiğit Tuncay        | Recurrente       | Recurrente       |                  |
| Kaya Sönmez           | Taro Emir Tekin     | Recurrente       | Recurrente       |                  |
| Nükhet Korhan         | Binnur Kaya         | Recurrente       | Recurrente       |                  |
| Guest                 |                     |                  |                  |                  |
| Şefika                | Hülya Duyar         | Guest            | Guest            |                  |

## Temporadas
| Temporada | Temporada | Episodios | Rango de episodios | Emisión original         | Emisión original   |
| Temporada | Temporada | Episodios | Rango de episodios | Inicio                   | Final              |
| --------- | --------- | --------- | ------------------ | ------------------------ | ------------------ |
|           | 1         | 36        | 1 - 36             | 23 de septiembre de 2022 | 9 de junio de 2023 |
|           | 2         | 37        | 37 - 73            | 15 de septiembre de 2023 | 7 de junio de 2024 |
|           | 3         | 28        | 74 - 101           | 13 de septiembre de 2024 | 4 de abril de 2025 |